# Kate Hallová (zpěvačka)
Kate Hallová (* 21. května 1983 Harwich) je dánsko-anglická zpěvačka.

## Životopis
Hallová se narodila v Harwichi v Essexu anglické matce a dánskému otci a ve třech letech se přestěhovala do Allerødu. Jako dítě dostávala hodiny zpěvu, klavíru a tance. Když jí bylo dvanáct let, byla přijata do dívčího sboru Dánského rozhlasu. O rok později natočila studiové nahrávky pro Pošťáka Pata. Objevila se jako televizní moderátorka v The Voice TV Danmark a dostala se do finále dánské verze pořadu Popstars, kde skončila třetí.
Poté, co ji objevil německý hudební producent Alex Christensen, se v červnu 2005 dostala do německých hitparád se singlem „Is There Anybody Out There?“.
Hallová byla zasnoubena s německým zpěvákem Benem a v roce 2007 s ním vydala čtyři duety „Bedingungslos“, „Du bist wie Musik“, „Ich lieb dich immer noch so“ a „Zwei Herzen“. V listopadu 2008 oznámila, že zasnoubení bylo zrušeno, poté pokračovala jako sólová zpěvačka.
Byla vokální trenérkou v sedmé a desáté sérii německé verze pořadu Popstars. V roce 2009 se provdala za německého tanečníka Detlefa Soosta, kterého potkala během svého působení v Popstars.
V lednu 2013 byla oznámena jako jedna z účastníků dánské národní pěvecké soutěže, jejíž vítěz reprezentoval Dánsko v soutěži Eurovision Song Contest 2013.